# Feichten an der Alz
Feichten an der Alz település Németországban, azon belül Bajorországban. Lakosainak száma 1342 fő (2023. december 31.).

## Népesség
A település népessége az elmúlt években az alábbi módon változott:
| Lakosok száma | 596  | 1215 | 830  | 948  | 1188 | 1197 | 1178 | 1164 | 1251 | 1342 |
|               | 1875 | 1950 | 1975 | 1987 | 2012 | 2014 | 2016 | 2017 | 2021 | 2023 |